# 3-デヒドロ-L-グロン酸-6-リン酸デカルボキシラーゼ
3-デヒドロ-L-グロン酸-6-リン酸デカルボキシラーゼ(3-dehydro-L-gulonate-6-phosphate decarboxylase、EC 4.1.1.85)は、以下の化学反応を触媒する酵素である。
3-デヒドロ-L-グロン酸-6-リン酸 + H+{\displaystyle \rightleftharpoons } L-キシルロース-5-リン酸 + CO2
従って、この酵素の基質は、3-デヒドロ-L-グロン酸-6-リン酸と水素イオンの2つ、生成物は、L-キシルロース-5-リン酸と二酸化炭素の2つである。
この酵素はリアーゼ、特に炭素-炭素結合を切断するカルボキシリアーゼに分類される。系統名は、3-デヒドロ-L-グロン酸-6-リン酸 カルボキシリアーゼ (L-キシルロース-5-リン酸形成)(3-dehydro-L-gulonate-6-phosphate carboxy-lyase (L-xylulose-5-phosphate-forming))である。他に、3-keto-L-gulonate 6-phosphate decarboxylase、UlaD、SgaH、SgbH、KGPDC、3-dehydro-L-gulonate-6-phosphate carboxy-lyase等とも呼ばれる。この酵素は、ペントースとグルクロン酸の相互変換及びアスコルビン酸とアルダル酸の代謝に関与している。